# 面 (行政區劃)
面是朝鮮半島的地區劃分名稱，在朝鮮民主主義人民共和國已經取消，而大韓民國行政區劃則將面置於「基礎自治團體」（自治市、郡、自治區）之下。
在朝鲜王朝统治的17世纪后期，面、里成为郡县以下的乡村行政建置单位。面逐渐成为郡县内部户数、口数、军役数分定或运营的基本单位:98。

## 參看
- 洞 (行政区划)
  - 法定洞
  - 行政洞
- 里 (朝鮮半島行政區劃)